# 麥克·佩特里
麥克·佩特里（英語：Mike Petri；1984年8月16日—）是一位美國橄欖球運動員。他是美國國家橄欖球隊的一員，代表美國參加了2015年世界盃橄欖球賽。